# 慕情のワルツ
『慕情のワルツ』は、1962年5月5日に ビクターより発売された橋幸夫の21枚目のシングルである（VS-685）。

## 概要
- 作詞は佐伯孝夫、作曲は吉田正で、橋の両恩師による楽曲である。
- A面曲は『悲しき天使』で、これは『江梨子』の姉妹曲というべき楽曲で「少年のあこがれと慕情をリリカルにうたいあげた」もの[2]、『慕情のワルツ』はB面曲であったが、17歳でデビューした橋が3年経って、「おとなの恋の感情を真正面から表現している」[2]本楽曲への思い入れがあり、「私としては、この『悲しき天使』よりB面の『慕情のワルツ』が好きだったんです。だからステージではよくこちらを唄いました」[3]としている。
- 結果として、B面曲の『慕情のワルツ』もヒットすることとなったが、ビクターヒット賞はあくまでA面の『悲しき天使』である[4]。
- 本楽曲は、清純さを唄う青春歌謡とは違う「恋愛もの」という別のレパートリーとして位置づけられており、後の『赤いブラウス』『青いセーター』などに繋がる曲とされている[5]。
- 恩師の吉田正は、橋が『慕情のワルツ』を好んで唄いヒットさせたため、作曲家生活50周年を記念して刊行された「吉田正大全集」では、掲載された200曲の中に『悲しき天使』ではなく『慕情のワルツ』を選んでいる。[6]
- A面曲の『悲しき天使』も佐伯、吉田の作品である。

## 収録曲
1. 悲しき天使
作詞：佐伯孝夫、作・編曲：吉田正
2. 慕情のワルツ
作詞：佐伯孝夫、作・編曲：吉田正

## 収録アルバム
- 初期のLP盤のアルバムに収録されているがCDでの収録は少ない
  - LP『橋幸夫オールヒットメロディー第3集』（1962年、JV-5044）
  - LP『橋幸夫傑作集第5集』（1963年、LV-276）
  - CD『橋幸夫が選んだ橋幸夫ベスト40曲』（2000年10月4日）VICL-60641～2
- CD-BOXでの収録は以下のとおり。
  - 『橋幸夫大全集』1993/9　Disc2
  - 『橋幸夫のすべて』2011/2　Disc4
  - 『橋幸夫ベスト100+カラオケ15』2015/10　Disc1